# Hotel 13
Hotel 13 er en tysk serie, der har været sendt på Nickelodeon.

## Handling

### Sæson 1 del 1
Da 8 årige Tom Kepler skal begrave sin døde guldfisk, finder han en kasse med et mystisk brev, hvorpå der står, at han skal rejse til "Hotel 13" Om 8 år og, at han skal finde en kasse på værelse 13. Da Tom 8 år senere rejser langvejs fra for at arbejde som feriemedhjælper på Hotel 13, møder han pigen Anna. Da de ankommer til hotellet, møder de Flo og Lenny i køkkenet, samt Ruth i receptionen. Tom og Anna for at vide, at de skal kæmpe om stillingen, da Jack har ansat dem begge ved en fejl. Tom sniger sig op om natten, og opdager, at værelse 13 ikke findes. Næste dag ankommer Victoria til hotellet, og hundser rundt med Anna og Tom, der begge gør deres bedste for at imponere chefen. Anna ringer til Liv og udtrykker sin bekymring for at miste jobbet til Tom. Liv ankommer næste dag, og bruger sin mors ID-kort til at leje et værelse, hun lægger et godt ord ind for Anna, men da det bliver opdaget, bliver hun straffet med at skulle arbejde på hotellet resten af sommerferien. Tom går ind på Hr. Leopolds kontor for at lede efter grundtegningerne af hotellet,som er låst inde i et pengeskab. Anna opdager ham og begynder at stille spørgsmål, til sidst er han nødt til at fortælle hende det, men hun tror ham ikke.
Et uvejr skaber strømssvigt på hotellet. Anna som er på vej tilbage til personalerummet,og hun hører musik fra den gamle jukeboks, og vender sig om, for enden af gangen vises døren til værelse 13, hvordan kan det være? Da Anna kommer tilbage med Tom, er døren atter væk, og Tom vil derfor ikke tro hende, Anna bliver ked af det, og er nu opsat på at lede efter rummet sammen med ham. Ved hjælp af Victorias kindrødt, finder de frem til kodens 4 tal: 1,8,0,2. Flo hjælper dem uden at vide det, når han siger: "Morgeninspektionen er i morgen klokken 12 over 8" Da Tom og Anna sammen gennemgår tegningerne, kommer Liv. Hun lugter hurtigt lunten, og vil vide, hvad der foregår, Tom afslører det uvilligt. Ved brug af Toms metaldetektor, følger de hotellets kabler, som ender på væggen, hvor værelset tideligere dukkede op. De står op om natten for at gå ind på værelse 12, hvor et maleri dækker et hul i væggen. Tom for en ide, ved hjælp af natkamerare, vil han kigge derind, men det er alt for mørkt til at kunne se noget. Victoria sender Tom og Anna i byen efter hendes tøj, og en forbipasserende bil ødelægger det. Victoria er rasende og tilkalder sin mor, som indser, at hendes datter er for forkælet, og sætter hende til at arbejde. Jack er misundelig på Tom, da han for meget ros af hans far, og vil derfor have ham fyret. Da Hr. Leopolds længe ventede pakke ankommer, for Jack, Victoria til at aflede hans far, mens han tager pakken og anbringer den på Toms værelse. Hr. Leopold er rasende, og fyrer Tom uden varsel! De bliver alle kede af det, og til sidst bukker Flo under og forklarer, at han så Jack tage pakken, da han ledte efter Speedy, der er blevet væk på hotellet. Hr. Leopold er meget skuffet over sin søn og gør ham til feriemedhjælper, og dermed fratage hans stilling. Anna, Tom og Liv finder ud af, at døren til værelse 13 er låst, og prøver at få skaffet hovednøglen, til sidst for de lavet en kopi, kan de nu komme ind på værelse 13?
Hovednøglen virker kun til de nye låse, og de må fortsætte deres søgen. Anna opdager Tom, da han sidder med kortet og bliver vred, da han ikke vil fortælle hende, hvad det er. Tom finder hende kort efter på Fru. Hennings' værelse, og undskylder med at vise hende kortet. Da de snakker om nøglen, for de en ledtråd af Fru. Hennings, da hun siger: "Under Kupido." I receptionen finder Tom en model af skibet Kupido, og i bunden ligger nøglen! Under en Hawaiifest åbner børnene værelset, som kører ned lige så snart de lukker døren, Anna lyser med sin Mobiltelefon på uret i hjørnet, viserne går baglæns! Anna ringer til Flo for at få hjælp, men Jukeboksen er tændt, og de er fanget derinde. I mellemtiden fortæller Hr. Leopold, Jack om værelse 13, han vil have ham til at udspionere Tom, Liv og Anna. Anna opdager et aftryk af nøgleringen på en lampe, og da de presser mønten derpå, kører rummet op igen. Det viser sig, at lampen på endevæggen kan bruges til at åbne værelse 13. Inde i rummet opdager Anna, at der kommer luft ud bag uret fra et skjult rum. Her kommer Liv til nytte, da hun trykker på en knap, der for uret til at køre væk og afsløre et rum, med en kæmpe metalbold, hvad er det? Skuespiller Brandon Goodman kommer til hotellet for at indspille en vigtig filmscene, og finde en pige til at spille en rolle. Både Liv og Victoria går i gang med at øve til Audition. Tom og Anna er alene i værelse 13, da bolden pludselig drejer rundt, og afslører en dør. Inde i bolden sidder der en albinokanin. Livs hårde øvning giver pote, da hun for rollen, og går på date med Brandon, han siger en masse ting, der for hende til at forelske sig i ham. Da filmscenen skal indspilles, finder hun ud af, at han bare øvede sig, og ikke var forelsket i hende, hvilket knuser hendes hjerte. Tom og hans venner afprøver maskinen, og sender kanin væk, de for kort tid efter svar fra professor Magellan. Det må være m'et på Toms kort! Liv vil gerne se, hvor kaninen bliver ført hen og forslår, at de prøver maskinen med det samme. Flos' største idol, Vincent Evermore kommer til hotellet, og lærer Flo en masse, samtidig med at forklarer ham, at alle kan trylle, det tror han på, og da han knuser et billede af Tom, Liv og Anna, er han bange for, at han har tryllet dem væk. I mellemtiden dukker Anna, Tom og Liv op i år 1927, hvor de gemmer sig for år 1927's Hr. Leopold, der her har navnet Robert, og Jack, der her har navnet Paul. Da Tom, Liv og Anna kommer tilbage, har ingen bemærket deres fravær, da Flo har lavet samtlige pligter.
Anna vil gerne tilbage til fortiden, og Tom bukker under. Her skal de finde professor Magellan, men ser kun hans sko, da de gemmer sig under en sofa. Tilbage i nutiden prøver Anna at få Tom overtalt til at rejse igen, fordi dem i fortiden havde sat en plakat med en koncert af komponisten Ravel, han bukker endnu en gang under for hendes sødme. Da Tom senere på aftnen tager på drengeaften, benytter han lejligheden til at ridse T + A ind i træet ved siden af Kupido, hvilket afslører hans forelskelse. Da de rejser til fortiden møder Liv Diedrick, som hun straks forelsker sig i. Liv, Tom og Anna følger efter Robert Leopold og Magellan ud på stranden, men de kan ikke høre noget, Liv hiver et skud op af jorden for at få bedre udsyn, men hun er ikke klar over, at hun har begået en stor fejl. Tilbage i nutiden vil Tom forklare Anna sine følelser ved at vise hende træet, men da de sammen går derud er træet væk, og alle andre på hotellet, ved ikke, at det nogenside har været der. Liv påtager sig skylden, og lover at gøre det godt igen. Madkritikeren Alias Mozaralla kommer til hotellet for at smage på maden, og Lenny ændrer sin kogestil. Anna, Tom og Liv finder det svært at komme til fortiden igen med Jack i hælene konstant, Anna finder på en perfekt undskyldning, hun smider Lennys tang ned i en pose, og siger, at de alle vil gå ned i byen for at skaffe mere. I 1927 udspionere Tom, Robert Leopold, som taler med en mand ved navn Winston, han er interesseret i at købe maskinen, men da Magellan ikke vil sælge den, vil Robert "gøre det af med ham" Tom er forfærdet, og køber tilbage til pigerne. I mellemtiden har Richard Leopold fundet det tang som Anna smed ud, og ved nu, hvor de er. Jack finder også Toms kort, og giver det til sin far. Da Tom, Liv og Anna kommer tilbage, bliver de sendt op på kontoret, hvor Richard konfrontere Tom med kortet. Tom inviterer Anna på picnic, og det giver Liv massere af tid, til at stjæle nøgleringen, og rejse til fortiden, hun vil gerne se Diedrick. Her ser hun, hvor Magellan gemmer en kasse, hun tager den med sig og rejser tilbage. På vej ned af gangen møder hun Jack, som forskrækker hende, og hun taber nøgleringen, han tager den fra hende. Senere på aftnen åbner Tom kassen, hvori han finder et sort/hvid fotografi af dem alle tre, er det en af Livs dårlige jokes?
Jack og Richard sætter overvågnings-kameraer op. Tom, Anna og Liv finder ved hjælp af et billedredigeringsprogram ud af at billedet er taget på en lokal cafe, den samme dag! Da de er da henne, finder de ud af, at en thailandsk pige tog fotoet, hvordan er det så kommet ned i kassen? Liv gør alt, hvad hun kan for at få nøgleringen tilbage, men er til sidst nødt til at indrømme, at hun har mistet den. De prøver sammen at få den tilbage, men det lykkedes ikke før, at Liv beder Victoria om hjælp. Victoria tager den let fra Jack, og de kan nu rejse tilbage. Da Anna, Liv og Tom ved hjælp af et billedredigeringsprogram, for Tom til at se gammel ud, genkender Liv ansigtet, det er Magellan! Tom er chokeret, og da de går ned af gangen, ser de Fru. Hennings, stå foran væggen, hun siger forskrækket, da Anna forsøger at køre hende tilbage: "Pas på, en mand, sorte øjne!" Tom hører lyden af et kamera der zoomer, og bliver mistænksom. Han finder snart ud af, at de bliver overvåget. Anna for en god ide, ved hjælp af fotografier, som de sætter op foran kameraerne, kan de ubesværet rejse tilbage. Tom og Anna løber efter Robert som har møde med en mystisk mand, men på vejen ud, støder Anna ind i en servitrice, som taber en masse mad på gulvet, og bliver fyret! Tom og Anna overhører Robert og mandens samtale, han viser sig at være Lejemorder, han skal dræbe Magellan, når han kommer tilbage fra ferie! Da de sammen tager til nutiden, for de sig noget af et chok!

### Sæson 2 af hotel 13
Tom, Anna og Liv venter sig nye udfordringer, for i denne sæson møder de mange nye mennesker. Der er kommet en ny ansætte som hedder Noah. Noah er en meget flink fyr, og kan lide Anna. Men Noah er ikke den eneste nye menneske på sæson 2, for der er også nogen mænd som kalder sig for´ýbérne.
Ferien er startet igen, så Anna, Liv og Tom begynder på deres arbejde igen. Det første de får at vide da de trådte ind på hotellet, var at Richard Leopold var forsvundet siden sidste ferie, så Jack havde forændret sig meget siden hans far forsvandt. Ruth er endda blevet den nye direktør for hottellet, og Flo er blevet en rigtig talentfuld tryllekunstner, og victoria er hans assistent. Nu hvor Flo er blevet en tryllekunstner bliver Lenny nødt til at finde sig en ny køkkenmedarbejder. Lenny prøver at finde sig nye medarbejder, ved at lave en sang, Jack lavede de gode beets til sangen om hottellet sammen med Lenny. Der var mange der hørte sangen og kom til hottellet. Lenny fandt ikke en ny medarbejder der var lige så god som Flo. Pludselig kom der en pige med en muffin hun havde bagt, og sagde ´´kan jeg stadig deltage til prøven´´. Desværre svarede Lenny at det var for sent, pigen gik, og inden længe kom Jack og sagde til Lenny at hun var den prefekte til jobbet, Jack fik Lenny overtaget til at have pigen som hedder Zoey med til arbejdet, og Lenny synes at hun var den perfekte til jobbet. Det Lenny ikke vidste var at Zoey var en rigtig prinsesse.
Hottellet havde fået en ny svømmepool, og Liv skulle passe på det. Liv hørte nogle mærkelige lyde der kom om bag skabet. Hun tjekkede, og det viste sig at være en pirat, Liv skreg og løbte væk hen til Tom og Anna. Liv forklarede at hun havde set den pirat i skabet, og Tom sagde at det var mærkeligt, så næste dag ville Liv bevise at hun havde ret, så hun tog Tom med for at tjekke det. Piraten havde en fodring omkring en af sine fødder. Tom tjekkede det på nettet og fandt ikke noget, men Hr Rasmussen var en der gik op i vores historie og sagde til Tom at det var et mærke af cornfionce.
Anna var ikke med til alt det fordi hun skulle tage billeder til hottellets hjemmeside sammen med Noah. Tom og Liv talte med piraten og låste ham inde på et værelse, for at tale om cornfionce, den fodring han har omkring sit fod, hvorfor hhan har den på, og hvad er grunden til at han har den på........

## Karakterer

### Hovedpersoner
Tom Kepler Som 8 årig finder han en kasse, med et brev der leder ham til hotel 13, han er teknisk begavet, og det hjælper ham meget i hans søgning efter værelse 13. Han forelsker sig i Anna, i slutningen af sæson 1 del 1. Han er professor Magellan. Ham og Anna bliver senere hen et par.
Anna Jung Anna besøgte hotellet meget som lille, og bliver derfor meget glad da hun finder ud af, at hun har fået tilbudt et feriejob der. Hun er vild med at fotografere. Anna forelsker sig i Tom, i sæson 1 del 2. Hun hjælper Tom i hans søgen efter værelse 13. Hende og Tom bliver senere et par.
Liv Sonntag: Liv er Annas bedste veninde, hun forelsker sig meget nemt. Hun hjælper Tom og Anna i søgningen efter værelse 13. Hun er forelsket i Diederich Von Burghart, som hun mødte i fortiden. Liv er meget impulsiv, og gør meget tit ting, uden rigtig at tænke dem igennem. Hun elsker Diederich rigtig meget og har det svært fordi han er fra fortiden.
Flo Tuba Flo er køkkenmedhjælper på Hotel 13. Hans bedste ven er Lenny Bode, Kokken. Han er somme tider jaloux på Jack, over hans tæthed med Victoria (Som både ham og Flo er forelskede i) Han har en skildpadde ved navn: Speedy. Han er vild med at trylle, og er god til det, hans største idol er tryllekunstneren Vincent Evermore.
Victoria von Lippstein Victorias mor Cerena ejer det rejsebureau som Hotel 13 er en del af, og Victoria bliver sat til at inspicere det. Victoria er forkælet, hvilket hendes mor indser, og sætter hende til at arbejde der, til Victorias store frustration. Victoria føler sig udelukket og anderledes i starten, indtil hun møder Flo, som hun bliver bedste venner med, men hun vælger ofte at svigte ham til fordel for Jack.
Jack Leopold Han er søn af hotelejeren, og har stilling som chef for feriemedhjælperne, hvilket gør ham meget selvtilfreds og en smule arrogant. Han bryder sig kun om Victoria, som han er forelsket i, men han ved bare ikke, hvordan man viser det. Han hjælper sin far i hans jagt på værelse 13 men til sidst giver hans far op og rejser væk og over lader Jack med hele ansvaret hvordan går det mån?
Diederich Von Burghart Diederich han er en dreng/mand fra fortiden som har mødt Liv og han synes hun er rigtig sød og dejlig og han holder så meget af hende at han elsker hende lige så meget eller mere end liv elsker ham. han ved ikke hvad han skal gøre fordi han har mødt sit olde barn og er blevet rigtig gode venner med ham og han har fortalt ham at han ikke bliver gift og eller kærester med liv han ved ikke hvad han skal gøre fordi han elsker liv mere end noget andet men er også blevet rigtig glad får hans oldebarn og han ved ikke hvad han gøre se med og se hvad der sker.

### Tilbagevendende
Lenny Bode Kok på Hotel 13, han er bedste venner med Flo
og elsker at lave mad fra sin mormors kogebog. Det er også vist, at han er god til at danse.
Fru Hennings Hr. Leopolds tante, hun er 100 år gammel, og taler sjældent. Hun ved meget om værelse 13. I sæson 1 del 3 bliver det afsløret, at hun og Anna er den samme person.
Richard Leopold Ejer af Hotel 13, han elsker punktlighed. Han har specielle former for kort som han bruger på sine ansatte: Gult kort= straf Rødt kort= fyring.
Ruth Melle Receptionisten, og ansvarlig for Roomservice. Hun elsker sladder, og er bange for mange ting. Det er også vist, at hun er god til at danse.
Sæson 1 del 2 handling: I køkkenet er der ingen Lenny, men en skrap kvinde, der kalder sig Fru. Foster og Lenny viser sig at være hjemløs. Tom forstår, at de må have ændret noget i fortiden, som kom til at få store konsekvenser i nutiden, men hvad? Victoria arbejder ikke på hotellet længere, og i stedet er der kommet en ny pige ved navn Sussi. Hr. Leopold er forlovet med Fru. Foster, og Jack er ligepludselig blevet genert. Da Lenny forklarer dem en historie om sin bedstemor, der blev fyret fordi hun tabte en bakke, kommer Tom til at tænke på, at hende som Anna støde ind i kunne have været Lennys bedstemor. Da de kommer ind på hotellet igen, taber Liv mønten foran Jack, og bliver forbavset da han giver hende den tilbage. Anna er fortvivlet, og da Tom forsøger at berolige hende ved at vise hende mønten, er den væk, de havde den jo lige før? Flo forklarer dem om en lommetyv, der har været på spil de sidste par uger. Tom sporer tyvens IP-adresse til kontoret, så det må være en person, der har sin computer stående derinde! Tom for lagt en besked i sin hånd en aften, hvorpå der står: "I køkkenet klokken 22, møde i anti foster sammensværgelsen, LR" Da de møder op, viser det sig, at både Ruth, Flo og Victoria er der. Tom er chokeret, da han finder ud af, at Victoria er hans kæreste her. Men Anna har det værrere med det, og for hjertesorg. Anti-forster sammensværgelsen for lagt en plan, til at få taget Foster på fersk gerning i sine tyverier, men det virker ikke, da det viser sig, at hun for Sussi til at udføre tyverierne for hende. De må lægge en ny plan, Flo skal forklæde sig som køber af de stjålne ting, mens Liv, Anna og Victoria filmer det hele, det virker denne gang, og Forster bliver sat for døren. Anna vil så hurtigt som muligt tilbage til fortiden, så hun kan rette op på det hele. Robert Leopold har et møde med lejemorderen. Anna og Tom overhører, at Magellan har et værelse mere, og Liv finder nummeret tilskrevet til: "Nallegam" Diedrick tilbyder at hjælpe med at finde Lilly og få hende genansat. Det virker, og alt er normalt igen!
Tom, Anna og Liv har nu allerede været væk tre dage i nutiden. De løber derfor ud, og lukker ikke døren til værelse 13 helt. Jack sniger sig ind! Anna, Tom og Liv bliver fyret af Hr. Leopold, men der er endnu et problem: der er en storm på vej, og børnene er tvunget til at sove i Lennys telt på stranden. Det er begyndt at lyne, og da Flo skal til at gå ud af teltet, bliver han ramt! Han overlevede mirakuløst, men kan næsten intet høre. Tilbage på hotellet har Ruth tilbudt at passe en piges hund, men hun er bange for den, og den løber væk. Tom er gået ud i stormen for at finde noget, de kan smide over det utætte telt. Anna er rædselslagen for at der skal ske ham noget, og siger til Liv: "Hørte du ikke braget, hvad nu, hvis han også er blevet ramt af lynet, og han er helt alene derude, og jeg har ikke fortalt ham at... Jeg er forelsket i ham!" Liv beroliger hende. Jack er fanget i værelse 13, han har klaustrofobi og sender en video til Victoria, hun skal finde Tom og bede ham om hjælp. Victoria dukker op i teltet, og lige efter kommer Tom, han er drivvåd og har høj feber. Victoria viser videoen af Jack til dem, og Liv og Anna går hen for at hente ham. Tom besvimer, og Liv finder Ruth. De kan ikke ringe til en længe, da han er en af Hr. Leopolds bekendte, men Ruth beslutter at smugle Tom ind på et ledigt værelse, ved siden af Fru. Hennings. Jack og Richard har i mellemtiden tilkaldt Madam Mara, hun er hypnotisør, og skal hjælpe med at få Fru. Hennings til at afsløre hemmeligheden bag værelse 13, men det virker ikke. Toms feber er nu steget til 41 grader, og det er for farligt ikke at tilkalde en læge. Hun for Hr. Leopold til at ringe, men der er betingelser. Til gengæld for lægen, vil han vide, hvordan værelse 13 fungerer. Tom og Anna kan ikke tro deres egne ører, da Liv tilbyder at fortælle dem det. Men Liv viser sig at være klogere end de troede, da hun narre Hr. Leopold til at tro, at Jack har ødelagt elevatoren. Liv går ind på pigeværelset for at finde oplysninger om Diedrick på nettet, og efterlader Tom og Anna alene, her siger Tom noget, der for dem begge til at tænke: "Venner, er vi kun det?" Liv finder ud af, at Diedrick snart vil få en kæreste, og da hun løber ind på drengeværelset, for at finde Anna, bliver hun ked af det, da hun ser, hvor tæt de var på at kysse. Anna finder hende, og forsikrer hende om, at hun ikke kommer til at være alene. Da Anna går tilbage til Tom, forklarer hun alligevel sine følelser, og han kysser hende bagefter. Men Liv er lamslået, da hun stod i døråbningen. Senere på aftnen, finder Tom en gammel kvittering i kassen med fotoet, den er tilskrevet til Magellan og Tom konkluderer, at Magellan kommer for tidligt tilbage. Han møder Liv på vej ud ad døren, hun vil gerne hen til Diederich i fortiden og opfører sig reserveret overfor ham.